# Shahrestān di Bampur
Lo shahrestān di Bampur (farsi شهرستان بمپور) è uno dei 18 shahrestān del Sistan e Baluchistan, il capoluogo è Bampur. Lo shahrestān è suddiviso in una circoscrizione (bakhsh): 
- Centrale (بخش مرکزی)